# 豊橋市立高師小学校
豊橋市立高師小学校(とよはししりつたかししょうがっこう)は、愛知県豊橋市上野町字上原100番地にある市立小学校である。同じ豊橋市内に高師町という町名があるが、学校の所在地は、上野町。学校名は、今は豊橋市に併合された高師村から由来している。なお、この学校の児童は豊橋市立本郷中学校に進学する。

## 沿革
- 1873年（明治6年） - 高林寺に間借りする形で、第10中学校区第10番小学脩徳学校が創立[1]。
- 1880年（明治13年） - 渥美郡第24番小学校高師学校に改称[1]。
- 1887年（明治20年） - 渥美郡尋常小学校高師学校に改称[1]。
- 1892年（明治25年） - 高師村立高師尋常小学校に改称[1]。
- 1893年（明治26年） - 高師尋常高等小学校に改称[1]。
- 1911年（明治40年）-  渥美郡高師尋常高等小学校に改称[1]。
- 1932年（昭和7年） - 豊橋市立高師尋常高等小学校に改称[1]。
- 1941年（昭和16年） - 豊橋市立高師国民学校に改称[1]。
- 1947年（昭和22年） - 現校名に改称[1]。